# グアネチジン
グアネチジン（Guanethidine）は、ノルアドレナリンなどのカテコールアミンの放出を抑える交感神経節後神経遮断薬であり、降圧剤として用いられる。ノルアドレナリンそのものを輸送するものと同じ機構で交感神経の膜を越えて輸送される。神経に入ったグアネチジンは、シナプス小胞内に濃縮され、そこでノルアドレナリンと置換される。また、ノルアドレナリンを減少させて顆粒の放出を抑制することもある。
日本では販売が中止され、2001年3月末を以て経過措置期限が終了した。

## 副作用
体位性または運動性低血圧、性機能障害（遅漏、逆行性射精）、下痢等がある。

## 薬理
ノルアドレナリン輸送体（別名：uptake-1）によってシナプス間隙からシナプス前終末に輸送される（これはノルアドレナリンの再取り込みと競合するため、外部から投与されたノルアドレナリンの作用を増強させる）。ノルアドレナリン伝達小胞に濃縮されて内部のノルアドレナリンと置き換わり、神経終末のノルアドレナリン貯蔵量を徐々に減少させる。また、活動電位到達時のノルアドレナリン放出を阻害する作用もある。ただし自発的な放出には影響しない。

## 臨床・研究
かつては他の薬剤に抵抗性の高血圧症に対する主力薬で、妊娠中にも安全なものとして用いられていたが、米国では現在入手困難なため使用されていない。英国など一部の国では、高血圧緊急症時の迅速な血圧コントロールのためにまだ認可されている。
複合性局所疼痛症候群による慢性疼痛の治療に、グアネチジンを用いた静脈内局所麻酔(IVRA)が行われることもあった。
新生仔ラットに毎日注射することで交感神経を不可逆的に破壊できることが示されており、この特性は神経生理学や薬理学の研究に用いられていた。

## 参考資料
1. ↑  “降圧薬の種類と特徴”.   日本医事新報社. 2021年3月27日閲覧。
2. ↑  “20010331経過措置期限経過品目”. www.paresse.co.jp. 2021年3月27日閲覧。
3. ↑  小坂俊光, 伊藤宏「Uptake-1(用語解説)」『循環器専門医』第19巻第2号、日本循環器学会、2011年、296-296頁、doi:10.1253/jjcsc.19.2_296、ISSN 0918-9599、NAID 110008750721。
4. ↑  Joyce PI, Rizzi D, Caló G, Rowbotham DJ, Lambert DG (November 2002). "The effect of guanethidine and local anesthetics on the electrically stimulated mouse vas deferens". Anesth. Analg. 95 (5): 1339–1343. doi:10.1097/00000539-200211000-00045. PMID 12401623。
5. ↑  Eränkö O, Eränkö L (November 1971). "Histochemical evidence of chemical sympathectomy by guanethidine in newborn rats". Histochem. J. 3 (6): 451–456. doi:10.1007/BF01014783. PMID 5158988。